# フンシンペック
フンシンペック（クメール語: គណបក្ស ហ្វ៊ុនស៊ិនប៉ិច）は、カンボジアの政党 
。正式名称は、「独立・中立・平和・協力のカンボジアのための民族統一戦線」。国内ではフランス語名称"Front uni national pour un Cambodge indépendant, neutre, pacifique, et coopératif"の頭字語・FUNCINPECで広く知られる。

## 概要
シアヌーク国王派のサンクム（人民社会主義共同体）に端を発する王党派の政党。80年代には反ベトナム、反ヘン・サムリン政権（カンプチア人民共和国）を掲げ、クメール・ルージュおよびソン・サン派と、一部カンボジアの西部辺境を支配するのみで実質は亡命政府に近い民主カンプチア連合政府（いわゆる「三派連合政府」）に加わり、シアヌークを大統領とする。国の実効支配はほとんど失っていたが、国際連合での議席を維持するなどアメリカ合衆国や中華人民共和国、そして隣国タイほかから支援を受けてカンボジア内戦を戦い、国際連合カンボジア暫定統治機構（明石康代表）の成立まで続いた。
1993年5月のカンボジア総選挙では第1党となり、党首ノロドム・ラナリットは第一首相となる。しかしその後1997年には第2党だった人民党との武力衝突が発生、フンシンペックは敗れて勢力は衰退した。
その後も細々と勢力を維持していたがラナリットが離党し、また復党したうえ政界引退を宣言するなど混乱が続き、2013年の国民議会選挙ではついに全議席を失った。2018年の国民議会選挙では人民党が全議席を獲得したため引き続き議席数はゼロであったが、2023年7月23日に執行された国民議会選挙では一転して5議席を獲得した。この議席獲得については、人民党が連続して議席をすべて独占することに対する欧米からの批判をかわすため、人民党がフンシンペックの議席獲得を容認したとの見方が出ている。